# Bobby Fischer

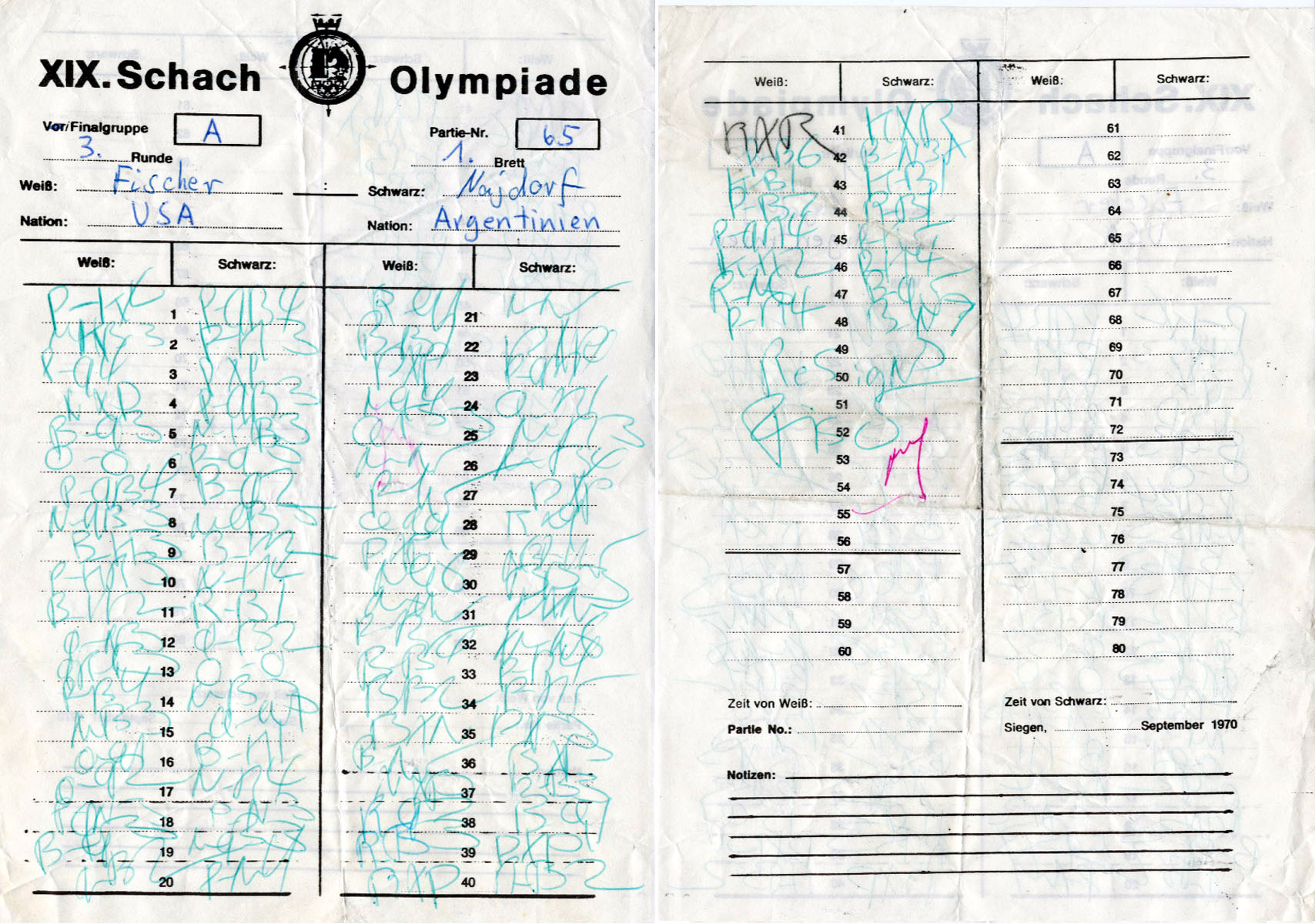
Biên bản trận đấu giữa Robert Fischer và Miguel Najdorf tại vòng 3 Olympiad Cờ vua năm 1970

Robert James "Bobby" Fischer( Nhà vô địch cờ vua lần thứ 11, năm 1972) (9 tháng 3 năm 1943 – 17 tháng 1 năm 2008) là một Đại kiện tướng cờ vua người Mỹ và là nhà vô địch thế giới thứ 11.  Được biết đến nhiều nhất qua biệt danh là "Vua cờ lập dị".Nhiều người đã nhận định ông là kỳ thủ cờ vua vĩ đại nhất mọi thời đại.
Ở tuổi 13 Fischer giành chiến thắng ngoạn mục trong một ván đấu nổi tiếng được biết đến với tên gọi Ván cờ thế kỷ. Kể từ năm 14 tuổi, Fischer 8 lần tham dự Giải Vô địch Cờ vua Mỹ và vô địch toàn bộ với ít nhất một điểm dư. Tuổi 15, ông trở thành đại kiện tướng trẻ nhất cho đến thời điểm đó đồng thời là ứng viên trẻ nhất cho danh hiệu vô địch thế giới. Năm 20 tuổi, Fischer giành chiến thắng tại giải vô địch cờ vua Mỹ với số điểm 11/11, điểm số hoàn hảo duy nhất trong lịch sử giải đấu. Cuốn sách My 60 Memorable Games của Fisher hiện vẫn là một tác phẩm đáng tôn trọng trong số những tài liệu về cờ vua.
Vào những năm đầu thập niên 1970, Fischer "thống trị những địch thủ đương thời đến một mức độ chưa từng thấy trước hoặc sau đó". Trong giai đoạn này ông vô địch giải Interzonal 1970 với kỷ lục dư 3½ điểm và thắng 20 ván liên tiếp, bao gồm hai trận chưa từng có tiền lệ với tỷ số 6-0 tại Giải Candidates. Tháng 7 năm 1971, ông trở thành kỳ thủ số một chính thức đầu tiên trong danh sách của Liên đoàn Cờ vua Thế giới (FIDE) và giữ vị trí này trong vòng tổng cộng 54 tháng. Năm 1972, ông giành lấy chức vô địch thế giới từ tay Boris Spassky người Liên Xô trong trận đấu tổ chức tại Reykjavík, Iceland, trận đấu công khai đại diện cho sự đối đầu của hai cường quốc trong Chiến tranh Lạnh đã thu hút sự chú ý của thế giới hơn bất kỳ sự kiện tương tự nào trước đây.
Vào năm 1975, Fischer từ chối bảo vệ danh hiệu vô địch khi ông không đạt được sự đồng thuận với FIDE về một trong những điều kiện để tổ chức trận đấu. Sau đó, Fischer trở nên ít xuất hiện, biến mất trong mắt công chúng cho đến năm 1992, thời điểm mà ông chiến thắng trong một trận tái đấu không chính thức với Spassky. Trận đấu được tổ chức tại Nam Tư, khu vực khi đó đang đặt dưới lệnh cấm vận của Liên Hợp Quốc. Sự tham dự của Fischer dẫn tới một cuộc xung đột giữa ông và chính phủ Mỹ, họ đòi hỏi thuế thu nhập cho trận thắng của Fischer và cuối cùng ban hành lệnh bắt giữ ông.
Trong thập niên 1990, Fischer được cấp bằng sáng chế về một sửa đổi trong hệ thống định giờ, theo đó sau mỗi nước đi mỗi kỳ thủ sẽ được thêm một khoảng thời gian. Đây là một yếu tố tiêu chuẩn trong thực tiễn các trận đấu và giải đấu hàng đầu hiện nay. Ngoài ra ông còn sáng tạo một biến thể cờ vua được gọi là Chess960.
Cũng trong thập niên 1990 và đầu thập niên 2000, Fischer định cư tại Hungary, Đức, Philippines, Nhật Bản, Iceland và ông ngày càng có nhiều nhận xét bài Mỹ và bài Do Thái trên các đài phát thanh khác nhau. Có thể vì lý do này mà ông đã bị thu hồi hộ chiếu Mỹ. Fischer, do không biết việc hộ chiếu của mình bị thu hồi, đã đến Nhật Bản, tại đây ông bị các nhà chức trách nước này bắt giữ và giam trong vòng 8 tháng (từ 2004 đến 2005) đồng thời đe dọa trục xuất. Vào tháng 3 năm 2005, Iceland đã cấp quyền công dân đầy đủ cho Fischer dẫn tới việc các nhà chức trách Nhật trả tự do cho ông. Sau đó Fischer đến Iceland và sống quãng đời còn lại tại đây cho đến khi qua đời vào ngày 17 tháng 1 năm 2008.